# Chanh muối

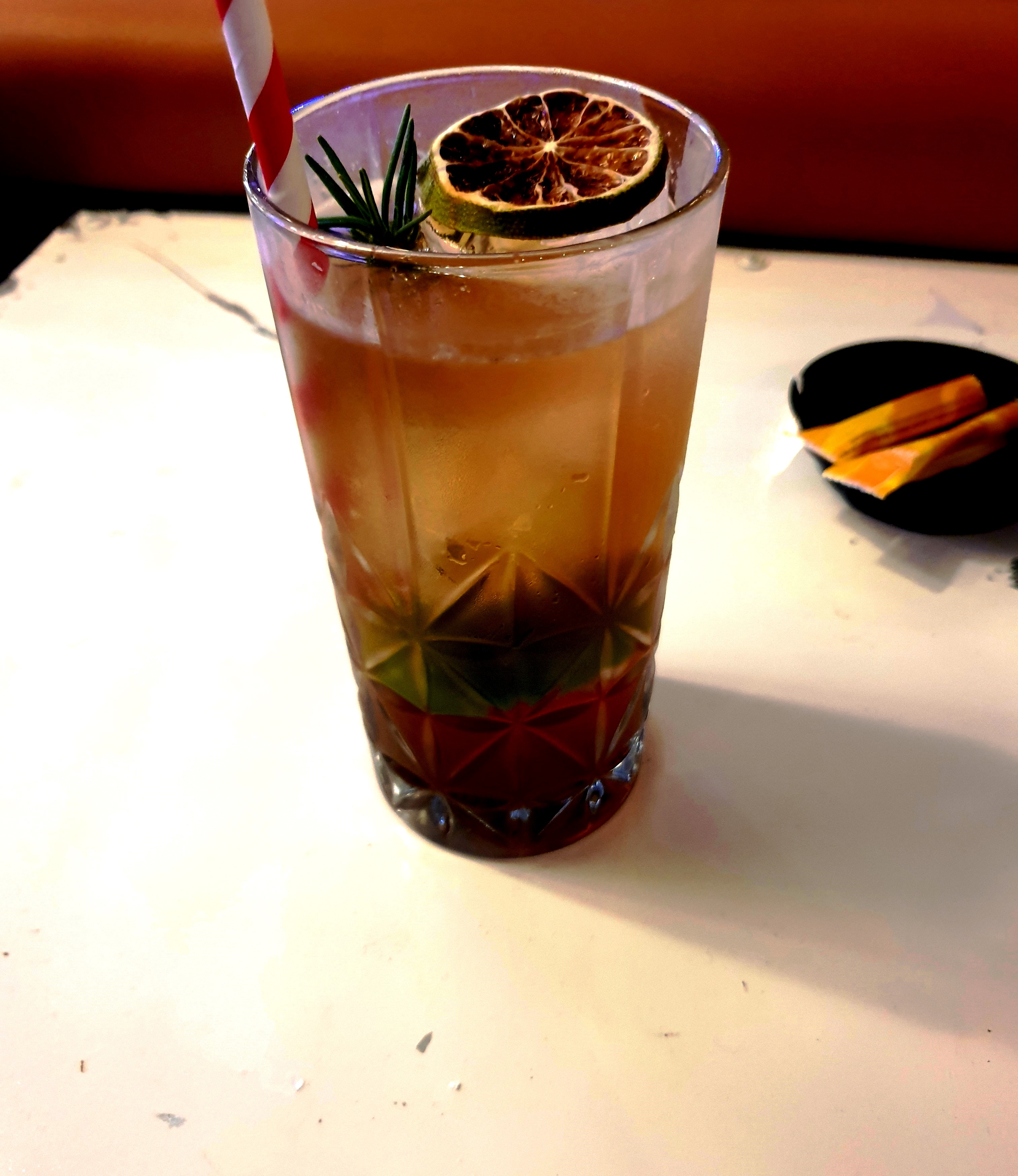
Một ly chanh muối

Chanh muối là một loại nguyên liệu làm nước giải khát trong ẩm thực Việt Nam. Chanh muối được pha với đường, nước uống với đá hoặc uống nóng. Sau khi chanh được muối đạt yêu cầu,chanh được vớt ra và cắt thành lát mỏng.Người ta tin rằng chanh muối có thể trị ho,thanh nhiệt, giải độc, cung cấp năng lượng, bù muối khoáng nhất là vào mùa hè.

## Chế biến
Chanh được cắt bỏ núm, cho vào trong chảo hoặc chậu nhỏ trộn với muối hạt. Chanh được loại bỏ tinh dầu tránh gây vị đắng bằng cách chà xát các hạt muối cọ vào lớp vỏ cho đến khi vỏ chanh xước đều, tinh dầu từ vỏ tướt ra khá nhiều thì rửa qua nước 1 lần cho sạch muối. 
Đun sôi 1 nồi nước. Trong lúc chờ nước sôi bạn lấy 2 thìa phèn chua ra pha với 3 lít nước lạnh. Khi nước sôi bạn đổ chanh vào trong 1 phút rồi vớt ra cho vào nước phèn chua đã pha. Ngâm khoảng 2 tiếng nhằm làm trắng lớp vỏ chanh cũng như làm sạch lớp tinh dầu ở lớp vỏ chanh 1 lần nữa. 
Sau khi ngâm phèn chua khoảng 2 tiếng. Trong lúc ngâm, bạn pha khoảng 1.5 lít nước đun sôi để nguội với muối. Nếu có nước cất thì càng tốt. Muối pha ở bước này phải là muối khô. Pha thật đặc. Mẹo để kiểm tra xem nước muối đã đủ đặc chưa bằng cách cho 1 hạt cơm nguội vào. Nếu hạt cơm nổi nên là nước muối đã đạt yêu cầu.

## Nguyên liệu
- 2 kg chanh ta (chọn trái mỏng vỏ, đều nhau không quá to hoặc quá nhỏ, để héo 3 ngày)
- 1,3 kg muối hột (sẽ cho vị tự nhiên hơn khi dùng muối iod)
- 200g đường cát
- 1 thìa giấm
- Hũ thủy tinh rửa sạch, tráng nước muối, hong khô.